# Complete Control Sessions
Complete Control Sessions è un EP live di sei tracce distribuito online dal gruppo celtic punk Flogging Molly.
È stato commercializzato dalla casa discografica SideOneDummy Records il 13 marzo 2007. Inizialmente è stato reso disponibile solo attraverso iTunes Store, ma dall'8 gennaio 2008 lo si è potuto scaricare in file MP3 da Amazon.com.
Due delle sei tracce - Requiem for a Dying Song e Float, fino ad allora inedite, sono successivamente state inserite nell'album Float (2008). Delle altre quattro canzoni, Devil's Dance Floor era già stata inserita nel primo album dei Flogging Molly, Swagger, del 2000, mentre le altre erano incluse nel disco Within a Mile of Home, pubblicato nel 2004.

## Tracce
1. Requiem for a Dying Song – 3:29
2. Whistles the Wind – 4:06
3. Tobacco Island – 4:30
4. Factory Girls – 3:55
5. Float – 4:48
6. Devil's Dance Floor – 3:49